# Photosensibilisator (Chemie)
Der Photosensibilisator ist ein Stoff, dessen Absorptionsbereich genau im Wellenlängenbereich des mit einer Photolampe eingestrahlten Lichtes liegt (meist im UV-Bereich des Absorptionsspektrums), und als photochemischer „Katalysator“ wirken kann. Er überträgt die Lichtenergie auf ein zweites Molekül, das andere Absorptionseigenschaften hat, aber nach der Übertragung der Lichtenergie durch den Sensibilisator reagieren kann. Es können nämlich nur solche Lichtstrahlen photochemisch wirksam sein, welche von dem photochemisch umzusetzenden Stoff absorbiert werden. Ein in der Natur vorkommende Sensibilisator ist beispielsweise Chlorophyll, das bei der Lichtreaktion der Photosynthese im Photosystem I und II eine Rolle spielt. Sensibilisatoren können Anwendung finden bei der Arzneimittelsynthese zur Herstellung enantiomerenreiner Verbindungen und bei der Entwicklung neuer Methoden in der Onkologie zur Unterstützung der photodynamischen Therapie, z. B. bei Hautkrebs. Sensibilisatoren lassen sich prinzipiell einteilen in Energietransfer- und Elektronentransfer-Sensibilisatoren.

## Energietransfersensibilisatoren

### Energietransfer über den Singulettenergiezustand
Substanzen, die ihren Absorptionsbereich im Bereich der eingestrahlten Wellenlänge haben, sind bevorzugt aromatische Verbindungen. Diese werden photochemisch angeregt und gelangen in einen höheren Energiezustand, den S2-Zustand. Von dort aus fällt das Molekül in einen energetisch tiefer liegenden Energiezustand S1, eine strahlungslose Deaktivierung. Danach kommt es zur Energietragung aus dem niedrigsten Energieniveau des Sensibilisators auf das höchste Energieniveau des Substrats.
Das Substrat hat dann die notwendige Energie zum Ablauf einer photochemischen Reaktion, aus der sich das Zielmolekül bildet, das ohne Zusatz eines Sensibilisators nicht entstehen würde.
Dadurch wird die Bandbreite der Einsatzmöglichkeiten photochemisch induzierter Reaktionen erhöht. Der Sensibilisator selbst ändert seine Struktur nicht.
Energietransfersensibilisatoren  sind nach ihrem Reaktionsmechanismus benannt, bei dem ein Donor D (der Sensibilisator) seine Energie auf einen Akzeptor A (das Substrat) überträgt, auch Förster-Resonanzenergietransfer genannt.
Dabei kann der Energietransfer entweder über Singulett- oder über Triplettenergiezustände ablaufen. Es gilt hierbei die Kasha-Regel.

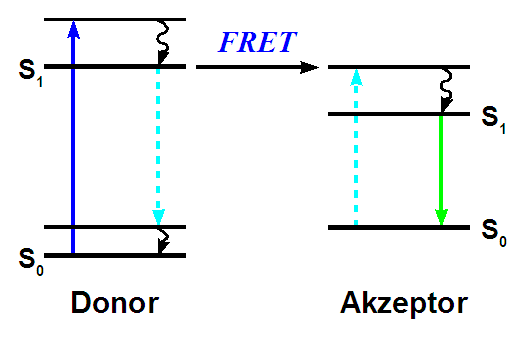
Energietransfer über den Singulettenergiezustand

### Energietransfer über den Triplettenergiezustand

Energietransfer über den Triplettenergiezustand

Beim Energietransfer gelangt der Sensibilisator durch Lichtabsorption in den S1 Energiezustand. Danach kommt es zum Intersystem Crossing, einem strahlungslosen Energieübergang zum Triplettenergiezustand.
Der darauffolgende Energietransfer verläuft unter Energieabgabe aus dem Triplettzustand T1 des Sensibilisators an das Substrat, das sich ebenso im Triplettzustand befindet. Einen anschaulichen Überblick hierzu gibt das Jablonski-Termschema.
| Sensibilisator | Triplettenergie | Singulettenergie |
| -------------- | --------------- | ---------------- |
| Benzophenon    | 287             | 319              |
| Naphthalin     | 250             | 385              |
| Eosin          | 178             | 230              |
| Bengalrosa     | 65              | 214              |
| Porphyrin      |                 |                  |
| Chlorophyll    |                 |                  |

## Elektronentransfersensibilisatoren

Beispiel für einen Elektronentransfersensibilisator: 9,10-Anthracendinitril

Bei der Sensibilisierung mit Elektronentransfer wird ein Elektron vom Substrat auf den photochemisch induzierten (angeregten) Sensibilisator übertragen. Hierfür eignen sich Sensibilisatoren mit guten Akzeptoreigenschaften, also hohem Reduktionspotential. Das bedeutet, auch hier braucht man ein aromatisches System, das die eingestrahlte Wellenlänge absorbieren kann, es soll aber gleichzeitig nach einer photochemischen Anregung reduzierend wirken. Dies ist bei Aromaten der Fall, die elektronegative Substituenten (beispielsweise CN) besitzen. Der Sensibilisator absorbiert Licht, gelangt in einen energetisch höheren Energiezustand und ist in der Lage, ein Elektron des Substrats aufzunehmen. Durch diesen Elektronentransfer erhält man ein Radikalionenpaar, wobei der Sensibilisator (in diesem Fall der Akzeptor(A)) zum Radikalanion wird, und das Substrat (in diesem Fall der Donor(D)) zum Radikalkation. Durch die photochemische Anregung entsteht nämlich beim Sensibilisator (Akzeptor) eine Elektronenlücke, so dass die Aufnahme eines Elektrons erleichtert wird und damit die Bildung eines Radikalanions. Gleichzeitig wird der Elektronendonor zum Radikalkation. Je nach Lösungsmittelpolarität sind diese Radikalionenpaare unterschiedlich stark solvatisiert, das heißt von einer Lösungsmittelhülle umgeben. Bei der daraus resultierenden photochemische Reaktion erhält man andere Produktverhältnisse als bei Energietransfersensibilisatoren.

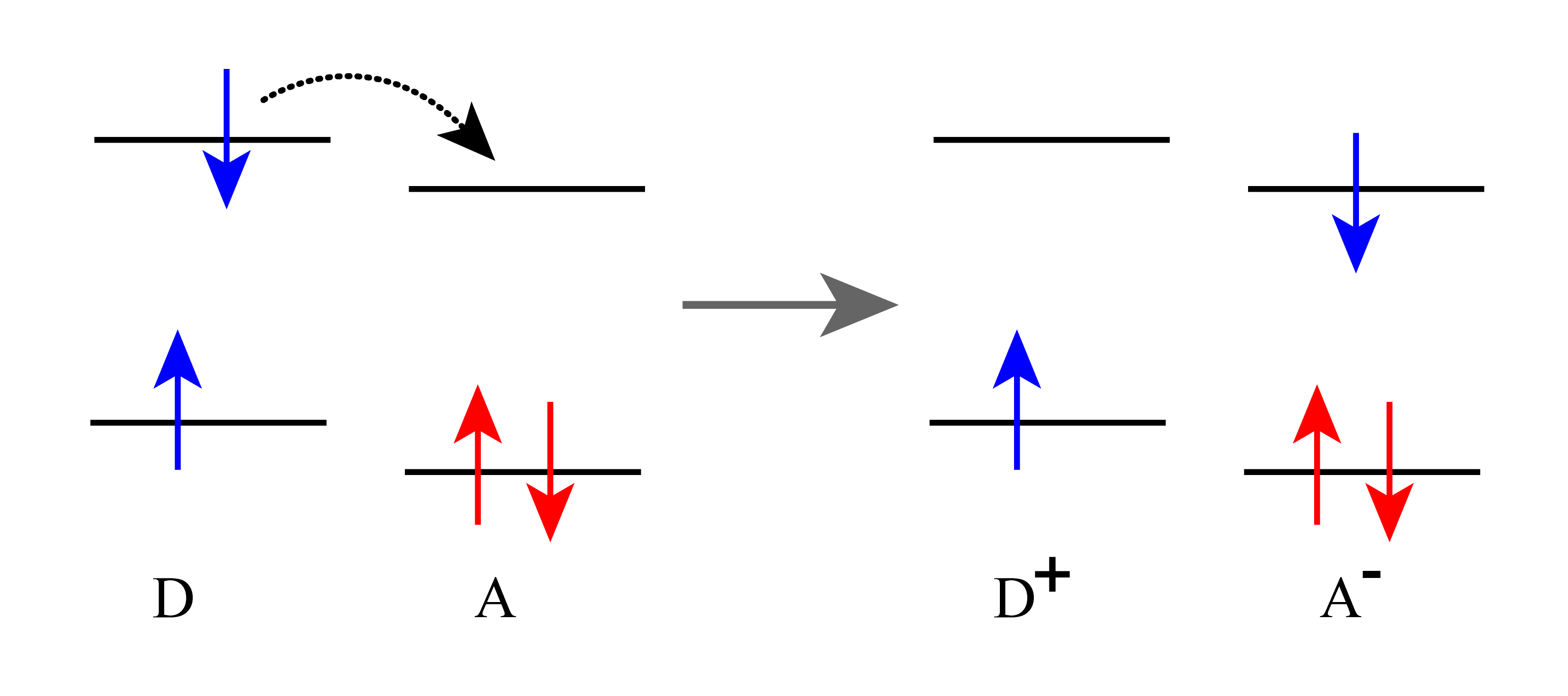
Schema: Photoinduzierter Elektronentransfer

{\displaystyle \mathrm {D+A+h\nu \longrightarrow D+A^{*}\longrightarrow \ [D{\dotsm }A]^{*}{\xrightarrow {\ }}[D^{\dot {+}}{\dotsm }A^{\dot {-}}]{\xrightarrow {\ }}D^{\dot {+}}+A^{\dot {-}}} }

## Beispiele für sensibilisierte Photoreaktionen
- cis-trans-Isomerisierung von 1,2-Diphenylcyclopropan
- Dimerisierung von 1,3-Cyclohexadien
- cis-trans-Isomerisierung von Cycloocten:

- Isomerisierung eines Zimtsäurederivats:

Die diastereoselektive E-/Z-Isomerisierung verläuft unter Zusatz von (−)-Riboflavin als Sensibilisator.

## Chirale Sensibilisatoren
Ein aktuelles Forschungsgebiet ist die Entwicklung chiraler Sensibilisatoren, die es ermöglichen, enantiodifferenzierende Photoreaktionen durchzuführen. Hierzu eignen sich Moleküle mit axialem Chiralitätszentrum wie substituierte Binaphthyle. Auch substituierte Triptycene oder Moleküle mit helikaler Chiralität, wie beispielsweise Pentahelicendinitril könnten als Sensibilisatoren Anwendung finden.
Ein bekanntes Beispiel für einen chiralen Elektronentransfersensibilisator ist 2,2'-Dicyano-1,1'-binaphthyl.